# Caucaea
Caucaea é um género botânico pertencente à família das orquídeas (Orchidaceae).

## Lista de espécies
- Caucaea alticola (Stacy) N.H.Williams & M.W.Chase, Lindleyana 16: 283 (2001)
- Caucaea andigena (Linden & Rchb.f.) N.H.Williams & M.W.Chase, Lindleyana 16: 283 (2001)
- Caucaea macrotyle (Königer & J.Portilla) Königer, Arcula 14: 360 (2003)
- Caucaea nubigena (Lindl.) N.H.Williams & M.W.Chase, Lindleyana 16: 283 (2001)
- Caucaea olivacea (Kunth) N.H.Williams & M.W.Chase, Lindleyana 16: 283 (2001)
- Caucaea phalaenopsis (Linden & Rchb.f.) N.H.Williams & M.W.Chase, Lindleyana 16: 283 (2001)
- Caucaea radiata (Lindl.) Mansf., Repert. Spec. Nov. Regni Veg. 35: 343 (1934)
- Caucaea sanguinolenta (Lindl.) N.H.Williams & M.W.Chase, Lindleyana 16: 284 (2001)
- Caucaea tripterygia (Rchb.f.) N.H.Williams & M.W.Chase, Lindleyana 16: 284 (2001)